# Jubilee (champ pétrolifère)
Pour les articles homonymes, voir Jubilee.
Jubilee est un champ pétrolifère de l'océan Atlantique découvert en 2007 par Tullow Oil dans les eaux du Ghana. Il a commencé à produire du pétrole en 2010. Ses réserves prouvées sont d'environ 600 millions de barils (82×10⁶ tonnes), et la production d'environ 75 000 barils par jour en 2021 . 